# 古川オフトーク通信
古川オフトーク通信株式会社（ふるかわオフトークつうしん）は、かつて宮城県古川市（現：大崎市古川）および周辺6町を対象にオフトーク通信にて地域情報や音楽など自社制作の番組を放送していた有線放送局。通称は「TOW-NET（タウネット）」、略称はFOT。

## 概要
加入者への番組放送の他、市内商店街の買い物客や歩行者などを対象とした街頭放送も制作・放送していた。設立当初は古川中央ショッピングプラザ（宮城県古川市七日町8番45号）2階に通信センター・スタジオ、同1階には商店街の通りに面した形でサテライトスタジオが設けられた。これらはすべてガラス張りになっており、店内や商店街の路上から生放送や収録の様子を見学することができた。
県北地区における地域密着型のメディアとして、一時はリスナーによるファンクラブなども作られるほど人気を集めた。また、電話回線を使用しながらも交換機を経由しない、オフトーク通信の特長を活かした災害時の緊急放送等も重要な役割の一つであった。
しかし、加入者数の減少などにより2006年3月31日をもって、すべての放送を終了した。

### 所在地
- 本社通信センター・スタジオ：宮城県古川市十日町3番27号
この他、市外サービスエリア各町にも通信センターが設置され、古川通信センターとは専用線で結ばれていた。緊急時などにはこの回線を利用して中継放送や情報伝達などが行われた。

### 沿革
- 1990年4月 - NTT古川支店が中心となり、第三セクターとして古川オフトーク通信株式会社を設立
- 2001年 - 古川中央ショッピングプラザの閉店に伴い宮城県古川市十日町3番27号に移転
- 2006年3月31日 - 大幅な加入者数減少などを理由に、放送を終了・解散

### サービスエリア
- 古川市（現：大崎市古川）
- 古川市七日町商店街（街頭放送）
- 鳴子町（現：大崎市鳴子）
- 三本木町（現：大崎市三本木）
- 中新田町（現：加美町）
- 小野田町（現：加美町）
- 宮崎町（現：加美町）
- 小牛田町の一部（現：美里町）

## 番組

### 自社制作番組
- オフトークワイド
- トークの広場」
- 大崎地方の植物・春夏秋冬（2001年 - 2006年3月31日）

### 高校生制作番組
地元古川高校・古川女子高校の生徒有志らが企画を持ち込み制作。「ちょっとティータイム」内の40分枠。
- ハウディートーク（1994年 - 1995年）
- フレッシュ☆情報館」1995年）
- SOS -seal of secret-（1995年 - 1996年）

### チャンネル
- 1ch：情報（情報番組・ニュースなど）
- 2ch：演歌（ミュージックバードを利用）
- 3ch：ポップス（ミュージックバードを利用）
- 4ch：BGM(ミュージックバードを利用)

## 料金体系

### 基本料金
- 聴取料：1,000円／月
- 加入時機器設置費用：12,800円（税込）：古川市在住の場合は補助適用により5,120円（税込）、鳴子町・三本木町・小野田町・宮崎町在住の場合は、全額補助により費用は不要

### CM料金
- 40秒スポット：1,000円／1回
- 平日1日放送回数7回（午前3回・午後2回・夜2回）
- 土・日曜日放送回数4回（土曜日2回・日曜日2回）

- 平日5日間の場合は35,000円→30,000円に割引
- 平日1か月間の場合は140,000円→100,000円に割引

- 20秒スポットの場合は半額
- CM制作料金は別途

## 補足情報
- 番組表は地元紙である、大崎タイムス・仙北新聞などに掲載されていた。
- 高校生制作番組については、スタジオ収録の様子などが河北新報などにも度々取り上げられていた。
- 高校生制作番組には、仙台放送の柳沢剛アナウンサー（当時）・東北放送の中野文恵アナウンサー（当時）らが出演したことがある。
- 自社制作番組のほか、時間帯によっては東北放送のラジオ放送を同時再送信していた。
- 一般の放送局同様、社外モニター制度を導入。また、有識者で構成される番組編成委員会により、1クールごとに番組審議会が行われていた。
- 同局のテーマソングは『古川慕情』（笠原みほ）。
- 「オフトーク」との語呂合わせで、本社電話番号の末尾4桁に「0019」が使用されていた。